# Elena Cornalba
Elena Cornalba (um 1860 – nach 1895) war eine italienische Primaballerina, deren Karriere sie unter anderem nach Paris, London und Russland führte. Sie gehört zusammen mit Amalia Ferraris, Virginia Zucchi, Carlotta Brianza und Pierina Legnani zu den bedeutenden italienischen Ballerinen, die die technische Entwicklung des klassischen Balletts in der zweiten Hälfte des 19. Jahrhunderts durch ihre Virtuosität vorantrieben.

## Leben
Möglicherweise war sie eine Schülerin von Margherita Wuthier Casati an der Ballettschule der Mailänder Scala, dies ist jedoch nicht ganz geklärt. Ihr Debüt hatte sie am 2. Januar 1878 am Teatro Apollo in Rom in dem Ballett Lore-Ley von Hippolyte Monplaisir, in einer Produktion von C. Merzagora. Die Premiere von Merzagoras La Stella di Granata zur Musik von Costantino Dall’Argine am 24. Februar desselben Jahres (wieder am Apollo) war für sie ein persönlicher Erfolg, obwohl das Ballett selber nicht gefiel.
Anfang 1879 war sie am Teatro La Fenice in Venedig, wo sie neben Enrico Cecchetti auftrat, in den Balletten Rolla von Luigi Manzotti mit Musik von C. Pontoglio und L. Angeli (11. Januar 1879) und Ondina von A. Pallerini zur Musik von Dall’Argine (März 1879). Besonders in Rolla wurde ihre Darbietung so enthusiastisch gefeiert, dass sie selbst ihren berühmten Tanzpartner in den Schatten stellte.
Ihr Debüt an der Mailänder Scala in Pallerinis und Romualdo Marencos Delial am 6. Januar 1880 wurde von dem Misserfolg des Ballettes überschattet. In Mailand tanzte sie außerdem in Peter Ludwig Hertels La fille mal gardée zur Choreografie von J. Mendez und Paul Taglioni (22. Januar 1880), und in Pallerinis sehr erfolgreichem Ballett Le due gemelle zur Musik von Amilcare Ponchielli.
Ende 1881 war sie am Teatro Alhambra in Rom.
Ein erster Höhepunkt ihrer Karriere war ihr Aufenthalt in Paris von 1883 bis Ende 1886. Dort tanzte sie im Eden-Theater unter anderem die Rolle der Civiltà („Zivilisation“) in dem seinerzeit extrem erfolgreichen Ballett Excelsior von Manzotti und Marenco, und als Solistin in Siéba, neben der berühmten Virginia Zucchi (Oktober 1883). Im Gegensatz zu eher gemischten Kritiken in ihrem heimatlichen Italien wurde die Cornalba in der französischen Hauptstadt gefeiert, so schrieb der Figaro über ihren letzten Auftritt:

„...eine Tänzerin ersten Ranges, ohne Rivalin in Paris. Eine wunderbare élévation, unermüdlich im Spitzentanz, Kraft und Grazie vereint, das sind die ganz außerordentlichen Gaben, die ihr Applaus ohne Ende eingebracht haben.“

1887 folgte die Cornalba einem Engagement nach Russland, ans Mariinski-Theater in Sankt Petersburg, wo sie mit Marius Petipa zusammenarbeitete. Im Dezember tanzte sie die Titelrolle in einer Revision von Minkus’ Fiammetta und im Februar 1888 die Hauptrolle der Amata in der Uraufführung von Petipas La Vestale, zur Musik von Michail Iwanow (1849–1927); die Cornalba wurde dabei besonders für ihre brillante Technik gepriesen. 1888 trat sie vorübergehend am Empire Theatre in London auf, kehrte aber 1889 wieder nach Sankt Petersburg zurück, um neben Enrico Cecchetti die weibliche Hauptrolle der Ella in Le Talisman von Petipa und Riccardo Drigo zu tanzen, und im selben Jahr auch die Giselle.
Später war sie wieder in London, wo sie im Mai 1892 im Empire-Theatre im Ballett Versailles von Katti Lanner und J. Wilhelm zur Musik von L. de Wenzel und in Aufführungen des Ballettes Faust zur Musik von Meyer Lutz und E. Ford tanzte.
Nach 1895 verliert sich die Spur von Elena Cornalba. Ort und Zeitpunkt ihres Todes sind nicht bekannt.